# Tetracnemus hemipterus
Tetracnemus hemipterus är en stekelart som först beskrevs av Girault 1916.  Tetracnemus hemipterus ingår i släktet Tetracnemus och familjen sköldlussteklar. Inga underarter finns listade i Catalogue of Life.